# San Amaro (playa)
La playa San Amaro está situada en el municipio de Ceuta, en la ciudad autónoma de Ceuta, España.
Está situada en la zona norte del monte Hacho, en el exterior del muelle de Levante.